# Escape from New York
Escape from New York (Brasil: Fuga de Nova York; Portugal: Nova Iorque, 1997; PALOP: Nova Iorque 1997) é um filme americano de ficção científica de 1981, dirigido por John Carpenter e estrelado por Kurt Russell e Donald Pleasence.

## Premissa
Em 1997, Nova York se tornou uma prisão de segurança máxima, onde estão os piores criminosos. Se fugir de lá é impossível, entrar é no mínimo insano. Mas quando o avião do Presidente (Donald Pleasence) cai em Manhattan a liberdade é oferecida a Snake Plissken (Kurt Russell), um condenado e herói de guerra, em troca do resgate do mandatário.

## Elenco
- Kurt Russell.......Snake Plissken
- Lee Van Cleef.......Bob Hauk
- Ernest Borgnine.......Taxista
- Donald Pleasence.......Presidente dos Estados Unidos
- Isaac Hayes.......Duque de Nova Iorque
- Harry Dean Stanton.......Cérebro/Harold Helman
- Adrienne Barbeau.......Maggie
- Season Hubley.......Girl in Chock Full O'Nuts
- Tom Atkins.......Rehme
- Charles Cyphers.......Secretário de Estado
- Frank Doubleday.......Romero
- Joe Unger.......Taylor
- John Strobel.......Cronenberg
- John Cothran Jr........Cigano #1
- Garrett Bergfeld.......Cigano #2
- Richard Cosentino.......Guarda digano
- Robert John Metcalf.......Cigano #3
- Joel Bennett.......Cigano #4
- Vic Bullock.......Indio #1
- Clem Fox.......Indio #2
- Tobar Mayo.......Indio #3
- Nancy Stephens.......Stewardess
- Steven M. Gagnon.......Serviço secreto #1
- Steven Ford.......Serviço secreto #2
- Michael Taylor.......Serviço secreto #3
- Lonnie Wun.......Cigano bandana vermelha

## Premiações
- Indicado

Academy of Science Fiction, Fantasy & Horror Films
Categoria Melhor Figurino (Stephen Loomis)
Categoria Melhor Diretor (John Carpenter)
Categoria Melhor Make-up (Ken Chase)
Categoria Melhor Filme de Ficção Científica

## Sequências
- 1996 - Escape From Los Angeles (br/pt: Fuga de Los Angeles)